# Gitta Sereny
Gitta Sereny, CBE (* 13. März 1921 in Wien, Österreich; † 14. Juni 2012 in Cambridge, England) war eine britische Biografin, Historikerin und freie Journalistin mit deutsch-ungarischen Wurzeln. Sie wurde bekannt für ihre tiefgreifende Auseinandersetzung mit der Psyche von Gewalt- und Holocaust-Tätern. In ausführlichen Befragungen erforschte Sereny die Biografien der Kindsmörderin Mary Bell und der NS-Täter Franz Stangl und Albert Speer. 2004 wurde ihr für ihre journalistischen Leistungen der Titel Commander of the Order of the British Empire verliehen.

## Leben

### Kindheit und Jugend
Gitta Sereny war die Tochter des ungarischen Adligen Ferdinand Sereny († 1923) und dessen deutscher Frau Margit (Grete) Herzfeld (* 2. Juli 1890; † 25. Juni 1993), einer Schauspielerin aus Hamburg mit jüdischen Vorfahren. Sie hatte einen älteren Bruder, Guido Sereny. Sereny verbrachte den Großteil ihrer Kindheit in Österreich und England. Ihr anglophiler Vater starb, als sie zwei Jahre alt war. Dieser verfügte, dass seine Kinder auf einer englischen Schule ausgebildet werden sollten. Sereny besuchte daher als junges Mädchen das Internat Stonar House in Sandwich (Kent) und lernte dort Englisch.
Als sie sich 1934 auf der Zugfahrt von ihrem damaligen Wohnort in Wien zurück in das Internat befand, kam der Zug aufgrund einer Panne in Nürnberg zum Stehen. Dort wurde die junge Sereny Zeugin eines Reichsparteitages. Sie beschrieb das Ereignis in einem Schulaufsatz als den freudigsten Tag ihrer Ferien. Daraufhin erhielt sie von ihrer Lehrerin die englische Übersetzung von Mein Kampf und las diese. Somit kam Sereny zum ersten Mal bewusst mit dem Nationalsozialismus in Kontakt, und er faszinierte sie, jedoch „… ohne sie in eine Anhängerin des Nazi-Regimes zu verwandeln. Vielmehr wurzelte in dem Erlebnis ihr Drang, der Faszination des Bösen nachzuspüren.“ Damals wusste Sereny nicht, dass auch Albert Speer, dessen Biografie sie später analysieren sollte, bei diesem Kongress anwesend war.
Weiter besuchte sie das Realgymnasium und Lyzeum Luithlen in Wien. Mit vierzehn Jahren verließ Sereny die Schule und nahm Schauspielunterricht am Max-Reinhardt-Seminar in Wien, um in die Fußstapfen ihrer Mutter zu treten. Dort hatte sie neben Schauspielunterricht unter anderem auch Fecht- und Tanzunterricht.
Serenys Mutter verlobte sich kurz vor dem Anschluss Österreichs an das Deutsche Reich mit dem österreichischen Nationalökonomen Ludwig von Mises und heiratete diesen 1938. Mises war jüdischer Abstammung und lebte in Genf. Serenys Mutter erhielt Drohungen wegen der jüdischen Herkunft ihres Ehemannes, woraufhin sie mit Sereny zu ihm in die Schweiz floh. Dort besuchte Sereny ein Internat bei Lausanne. Sie war mit dieser Situation unzufrieden und fasste den Entschluss, Genf ohne Einverständnis ihrer Mutter und ihres Stiefvaters zu verlassen und nach London zu gehen. Sie bewarb sich für einen Platz auf der Old Vic Theatre School und spielte dem ungarisch-britischen Filmproduzenten Alexander Korda vor. Beides blieb ohne Erfolg.

### Frankreich
Nach den Misserfolgen in London ging Sereny noch 1938 nach Paris. Sie besuchte Kurse an der Pariser Universität Sorbonne und wurde Schülerin der französischen Schauspielerin Madeleine Milhaud. Sereny entwickelte eine große Leidenschaft für Frankreich. Nach dem Einmarsch der Wehrmacht 1940 in Frankreich arbeitete Sereny bis 1941 bei einer katholischen Wohlfahrtsorganisation und kümmerte sich um elternlose Kinder in Paris und der Loire-Region. In dieser Zeit lebte sie auf einem Schloss in Villandry, zusammen mit den Kindern und weiteren Helferinnen. In Frankreich hatte Sereny auch Kontakte zu Mitgliedern der Résistance und konnte dank der Warnung eines deutschen Soldaten nach Paris, dann über die Pyrenäen nach Spanien und dann in die USA fliehen.

### Erwachsenenalter
Die nächsten drei Jahre lebte Sereny in den USA. Die ersten eineinhalb Jahre arbeitete sie an Projekten zur Kriegsaufklärung. Sie reiste durch die USA und klärte Schüler und Studenten über den Krieg in Europa auf. Kurz vor Kriegsende kehrte Sereny nach Deutschland zurück. Ab 1945 war sie eineinhalb Jahre für die UNRRA (Hilfs- und Rehabilitationsorganisation der Vereinten Nationen) als Kinderfürsorgerin in „Displaced-Persons“-Lagern in Süddeutschland tätig. Sie betreute unter anderem zwei Wochen lang Kinder, die im Konzentrationslager Dachau gefangen gehalten worden waren. Rückblickend erinnerte sich Sereny: „Der Wunsch, ja das Bedürfnis herauszufinden, wie das alles geschehen konnte, wurde von Tag zu Tag stärker.“
1947 kehrte Sereny nach Frankreich zurück und lebte in Paris. Dort lernte sie ihren zukünftigen Ehemann, den amerikanischen Fotografen Don Honeyman, kennen, der für die Vogue arbeitete und heute vor allem für sein berühmtes Che-Guevara-Poster bekannt ist. 1949 heiratete das Paar. Wegen Honeymans Arbeit als Vogue-Fotograf wechselte das Ehepaar mehrfach den Wohnort. So zogen sie von Frankreich nach London und 1952 nach New York City, wo Sereny ihr erstes Buch The Medaillon, einen Roman, verfasste. Ab Anfang der 1960er Jahre lebten die Serenys mit ihren zwei Kindern, einem Jungen und einem Mädchen, in London. In dieser Zeit arbeitete Gitta Sereny an weiteren Romanen, 1966 wurde sie professionelle Journalistin. In den darauffolgenden Jahren begann sie mit der Analyse von Biografien. Sie behandelte in erster Linie zwei Themen: gewalttätige Kinder und NS-Täter.
Die letzten Jahre ihres Lebens schrieb Sereny an einer Autobiografie, die sie nicht beendete. Nach einer langwierigen Krankheit starb sie am 14. Juni 2012 im Alter von 91 Jahren in Cambridge.

## Journalistische Tätigkeit
Obwohl Sereny keine journalistische Ausbildung genossen hatte, schrieb sie ab Mitte der 1960er für verschiedene Zeitungen und Magazine. Ihre ersten professionellen Artikel verfasste 1966 sie für das Daily Telegraph Magazine. Ein Jahr darauf bekam Sereny vom damaligen Chefredakteur des Magazins den Auftrag, eine Artikelserie über die NS-Prozesse zu verfassen, die sie von 1967 bis 1970 journalistisch begleitete. Eine kurze Zeit war sie auch als Beobachterin bei den Nürnberger Prozessen anwesend. Seitdem setzte sie sich mit der Psyche der NS-Täter auseinander. Bei den Prozessen kam Sereny mit Franz Stangl in Kontakt, dem Lagerkommandanten des Vernichtungslagers Treblinka, dessen Biografie sie später untersuchte. 1971 erschien ihr erster Bericht über ihn im Daily Telegraph Magazine. 1977 erhielt sie das Angebot als freie Mitarbeiterin für die Sunday Times zu schreiben und nahm es an. Sie schrieb zudem für die Zeitungen The Times, The Independent, Die Zeit und das Magazin Le Nouvel Observateur.

## Arbeit mit Gewalttätern und Verbrecherinnen

### Fall Mary Bell
Über die Kindsmörderin Mary Bell, die im Alter von elf Jahren für den Mord an zwei Jungen zu lebenslanger Haftstrafe verurteilt wurde, schrieb Sereny ihr erstes Psychogramm. Im Dezember 1968 wohnte sie dem Prozess gegen Mary Bell in Newcastle an der Tyne bei und berichtete darüber im Daily Telegraph Magazine. Sereny sah nicht allein die Grausamkeit der Tat, sondern war vor allem an deren Hintergründen und Ursachen interessiert. Wie auch bei ihren späteren Analysen suchte sie „das Gespräch mit den Tätern und befragte sie mit inquisitorischer Genauigkeit, ohne deren Taten und Verbrechen zu bewerten.“
Sereny begann wenige Monate nach dem Prozess mit der Erforschung der Biografie von Mary Bell. Sie beobachtete sie über Jahre und befragte Behördenvertreter, Nachbarn und Verwandte Bells zu dem Fall. 1972 veröffentlichte Sereny das Buch The case of Mary Bell: A Portrait of a Child Who Murdered, das 1978 unter dem Titel Der Fall Mary Bell. Ein Kind mordet ins Deutsche übersetzt wurde. Jahre später folgte ihr Buch Cries Unheard (Schreie, die keiner hört), in dem sie ihre ursprüngliche Publikation um Interviews mit der inzwischen aus dem Gefängnis entlassenen Mary Bell erweiterte. Das Buch sorgte in den englischen Medien für großes Aufsehen.

### Fall Franz Stangl
Ähnlich wie beim Verfassen von Mary Bells Biografie ging Sereny auch in Bezug auf den NS-Täter Franz Stangl vor, der wegen Beihilfe zum Mord an 900.000 Menschen verurteilt wurde. Sie führte ihr erstes Gespräch mit Stangl 1971, als dieser bereits im Gefängnis war. Insgesamt sprach Sereny über siebzig Stunden mit dem ehemaligen Lagerkommandanten, verteilt über neun Wochen. Neben den Interviews mit Stangl führte sie Gespräche mit früheren SS-Wächtern, mit Überlebenden der Vernichtungslager von Sobibor und Treblinka, in denen Stangl als Lagerkommandant tätig gewesen war, sowie mit weiteren Zeitzeugen und Verwandten von Stangl. 1979 veröffentlichte sie die Biografie Am Abgrund. Eine Gewissensforschung (Into that Darkness) in deutscher Fassung. Stangl starb neunzehn Stunden nach dem letzten Interview mit Sereny an einem Herzinfarkt.

### Fall Albert Speer
1995 veröffentlichte Sereny die Biografie von Albert Speer, Das Ringen mit der Wahrheit. Albert Speer und das deutsche Trauma. Sereny traf zum ersten Mal 1946 bei den Nürnberger Prozessen auf Speer. 1977, lange nach Verbüßung seiner Haftstrafe, trat Speer mittels eines Briefes mit Sereny in Kontakt. Er bedankte sich für einen Artikel in der Sunday Times, den Sereny verfasst hatte. Gegenstand des Artikels waren die Behauptungen des britischen Revisionisten David Irving, Hitler hätte nichts von der Judenvernichtung gewusst. In einem zweiten Brief lud Speer Sereny zu sich ein. 1978 begann Sereny schließlich damit, ein Portrait über Speer für die Sunday Times zu schreiben. Von diesem Zeitpunkt an blieben Sereny und Speer bis zu seinem Tod 1981 in Kontakt. Aus den unzähligen Gesprächen entstand 1995 die Biografie Albert Speer: His battle with truth. Diese muss nach heutigem Wissenstand kritisch gesehen werden. 2017 veröffentlichte der Münchner Historiker Magnus Brechtken seine Biografie von Albert Speer: Albert Speer, eine deutsche Karriere. Brechtken ist der erste Historiker, der intensiv in Archiven zu Speer gearbeitet hat und so dessen Lügen Stück für Stück aufdecken konnte. Er bescheinigt Sereny, auf der Basis einer confirmation  bias gearbeitet zu haben, d. h. alles weggelassen zu haben, was nicht in ihr vorgefasstes positives Speer-Bild passte.

## Auszeichnungen und Ehrungen
- 1995: The Duff Cooper Prize, für Albert Speer: His battle with truth[31]
- 2002: Stig Dagerman Prize[32]
- 2004: Commander of the Order of the British Empire in Anerkennung ihres Beitrages zu den deutsch-britischen Beziehungen.[1]

## Publikationen

### Journalistische Arbeiten
- Die falsche Schuld. In: Die Zeit vom 23. Oktober 1992 (online)
- Der falsche Mann. In: Die Zeit vom 6. August 1993 (online)
- The tragedy of Mary Bell. A tale of three enduring burdens. In: The Times vom 24. Mai 2003 (online)
- Wie viel wusste Albert Speer? In: Der Tagesspiegel vom 9. Mai 2005 (über Heinrich Breloers Speer-Trilogie Speer und Er)

### Schriftstellerisches Werk
englisch
- Albert Speer. His Battle with Truth. Picador, 1995, ISBN 0-333-64519-7.
- Into that Darkness. An Examination of Conscience. Vintage, 1983, ISBN 0-394-71035-5.
- The Case of Mary Bell. A Portrait of a Child Who Murdured. Neuauflage. Pimlico, 1995, ISBN 0-7126-6297-9.
- The German trauma. Experiences and reflections 1938–2000. Penguin, London 2000, ISBN 0-7139-9456-8.
- The Invisible Children. Child Prostitution in America, West Germany and Great Britain. Andre Deutsch, 1984, ISBN 0-233-97648-5.
- The Medaillon. Gollancz, 1957, OCLC 30227181.

deutsch
- Am Abgrund. Eine Gewissensforschung. Gespräche mit Franz Stangl, Kommandant von Treblinka, u. a. Ullstein, Frankfurt am Main/Berlin 1979, ISBN 3-548-34024-5.
- Am Abgrund. Gespräche mit dem Henker. Überarbeitete Neuausgabe. Piper, München 1995, ISBN 3-492-11867-4.
- Das deutsche Trauma. Eine heilende Wunde. Autobiografie, aus dem Englischen übertragen von Rudolf Hermstein. Bertelsmann, München 2002, ISBN 3-570-00558-5. (Rezension:[33])
- Das Ringen mit der Wahrheit. Albert Speer und das deutsche Trauma. Aus dem Englischen übertragen von Helmut Dierlamm. Kindler, München 1995, ISBN 3-463-40258-0.
- Ein Kind mordet. Der Fall Mary Bell. Fischer-Taschenbuch-Verlag, Frankfurt am Main 1980, ISBN 3-596-26721-8.
- Kinder morden Kinder. Der Fall Mary Bell. Erweiterte und bearbeitete Neuausgabe. Rowohlt, Reinbek bei Hamburg 1995, ISBN 3-499-19699-9.
- Schreie, die keiner hört. Die Lebensgeschichte der Mary Bell, die als Kind tötete. Bechtermünz, Augsburg 2001, ISBN 3-8289-6970-4.

### Hörfunk
- Nicht richten – sondern verstehen. Gespräch mit Ludger Bült. 55 Minuten, Ursendung: 18. Januar 1999, MDR Kultur

## Rezeption
Serenys Buch Am Abgrund diente dem Theaterautor Robert David MacDonald als Basis für sein Stück Das letzte Urteil.